# 성주풀
성주풀(Centranthera cochinchinensis var. lutea )은 열당과에 딸린 한해살이풀이다.
동아시아 원산으로, 습한 풀밭에서 난다. 높이 20-40cm이다. 전체에 강모가 있으며, 뿌리는 적갈색이다. 잎은 마주나며 잎자루가 없다. 피침형, 끝이 뾰족하고, 길이 2-5cm, 가장자리는 밋밋하다. 꽃은 노란색, 길이 15-20mm, 줄기 윗부분에서 이삭꽃차례로 달리고, 작은 포는 좁은 피침형, 꽃받침에 붙어 있다. 꽃받침은 앞쪽이 얕게 갈라지고, 열매보다 길이가 길다. 화관은 길이 2cm, 참깨꽃을 닮았으며, 꽃받침의 길이는 화기에는 6-8mm, 결실기에는 9-12mm이다. 암술머리와 화사에 털이 있다. 열매는 삭과로 타원형이며 끝이 뾰족하다.